# Буссоль (пролив)
Буссоль — пролив в Тихом океане, отделяет остров Симушир от островов Чёрные Братья и острова Броутона. Соединяет Охотское море и Тихий океан. Один из наиболее крупных проливов Курильской гряды. Из общей суммы поперечных сечений всех проливов Курильских островов 43,3 % приходится на этот пролив.

## Общие сведения
Пролив в целом играет роль естественной границы между циркумбореальной (к северу) и восточноазиатской (к югу) флористическими областями.

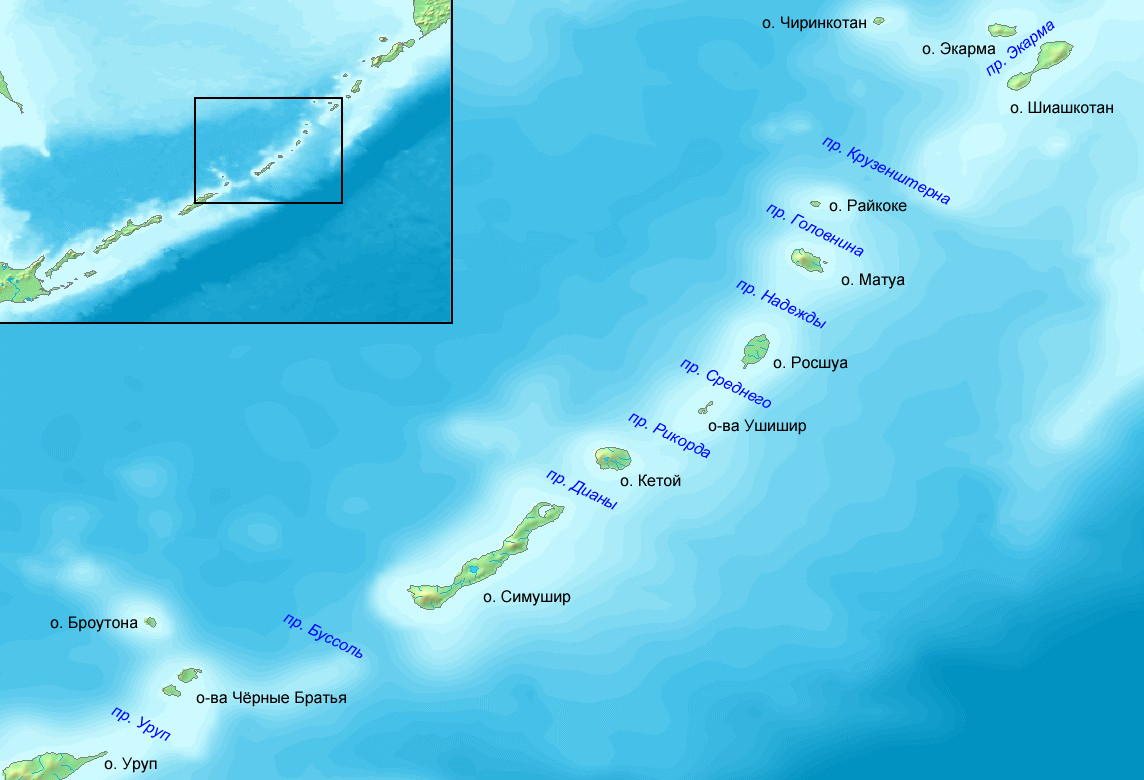
Карта расположения пролива Буссоль

Длина около 30 км. Минимальная ширина 68 км. Максимальная глубина 2225 м. Берег обрывистый, скалистый.
Солёность воды в проливе составляет от 33,1 до 34,5 промилле. Площадь поперечного сечения пролива составляет 83,83 км².
В проливе выделяется отмель глубиной около 515 м. Постоянные течения на глубине следуют из Охотского моря в Тихий океан, на поверхности в обратном направлении. Из Тихого океана в Охотское море затекает ответвление холодного Курильского течения.
Средняя величина прилива по берегам пролива 1,0 м.
Берега пролива не заселены. Пролив находится в акватории Сахалинской области.

## Название
Пролив назван французским мореплавателем Жаном-Франсуа де Лаперузом в 1787 году честь фрегата «Буссоль», на котором он путешествовал.

## См.также
- Курильские проливы